# Хуторка (Челябінська область)
Хуторка (рос. Хуторка) — село у Увельському районі Челябінської області Російської Федерації.
Входить до складу муніципального утворення Хуторське сільське поселення. Населення становить 774 особи (2010).

## Історія
Від 1924 року належить до Увельського району Челябінської області.
Згідно із законом від 17 вересня 2004 року органом місцевого самоврядування є Хуторське сільське поселення.

## Населення
| 1782 | 1795 | 1873 | 1900 | 1926 | 1970 | 1995 |
| ---- | ---- | ---- | ---- | ---- | ---- | ---- |
| 203  | ↗305 | ↗674 | ↗974 | ↘925 | ↘531 | ↗877 |
| 2002 | 2007 | 2010 |      |      |      |      |
| ↘742 | →742 | ↗774 |      |      |      |      |